# Trixagus elateroides
Trixagus elateroides är en skalbaggsart som först beskrevs av Oswald Heer 1841.  Trixagus elateroides ingår i släktet Trixagus, och familjen småknäppare. Arten har ej påträffats i Sverige.